# Église Saint-Michel de Bolbec
Pour les articles homonymes, voir Église Saint-Michel.
L'église Saint-Michel est une église catholique située à Bolbec, en France.

## Localisation
L'église est située dans le département français de la Seine-Maritime, sur la commune de Bolbec.

## Historique
Église bâtie par Pierre Patte, architecte du duc de Charost, commencée en 1773. Les travaux furent adjugés à Pierre Aubrée, entrepreneur de Saint-Romain-de-Colbosc. 
Les fenêtres des transepts et du chœur (1885-1887) sont dues au maître-verrier rouennais Jules Boulanger.
L'édifice est classé au titre des monuments historiques en 1992.

## Orgue

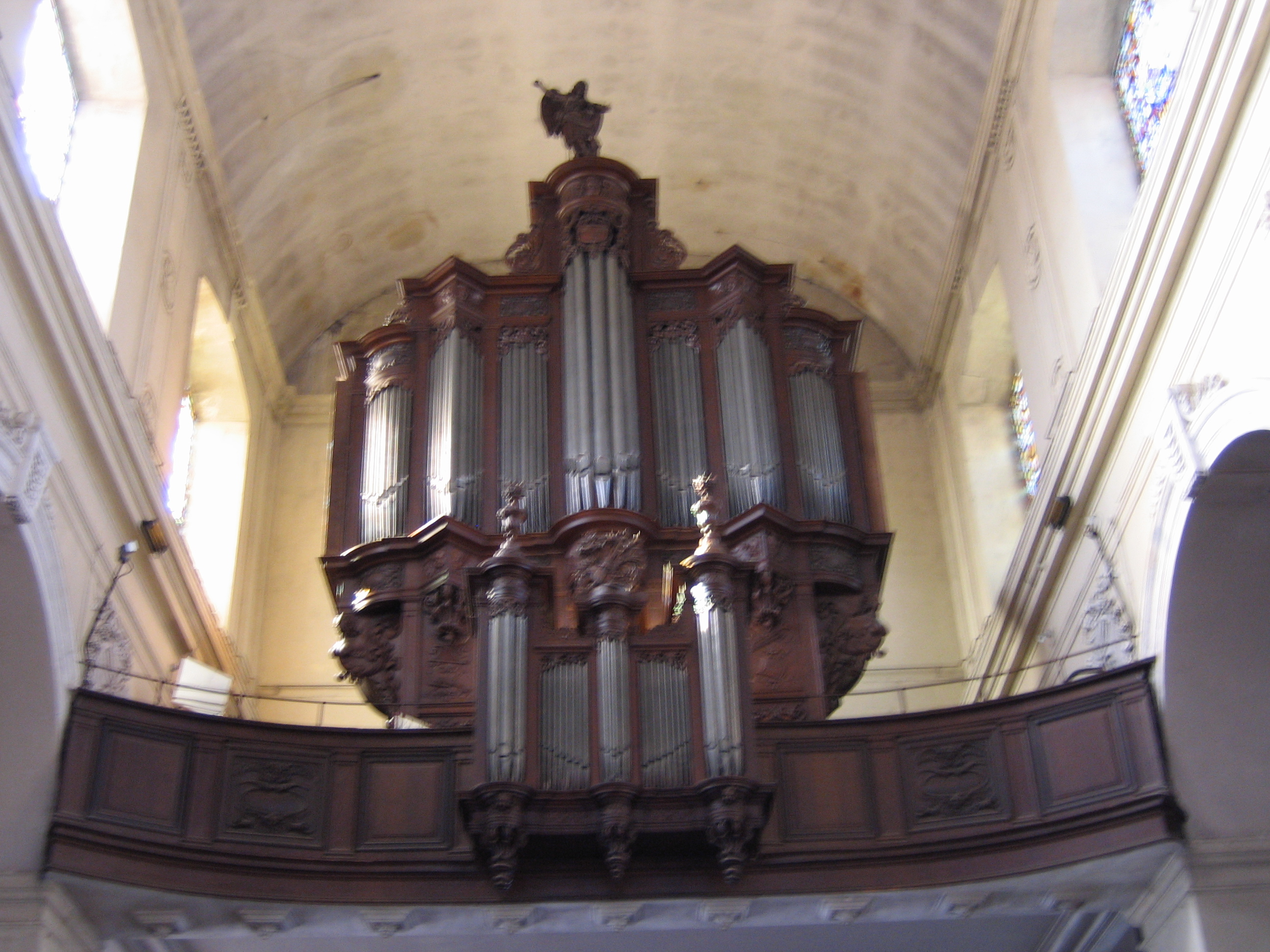
L'orgue Guillaume Lesselier, 1630.

Orgue Guillaume Lesselier 1630/1631, modifié par Jean-Baptiste Martin Lefebvre et restauré par l'atelier Boisseau-Cattiaux. L'instrument a été construit pour l'église Saint-Herbland de Rouen. Guillaume Lesselier, originaire d'Écosse vient travailler avec Crespin Carlier, le facteur préféré de Titelouze. L'orgue est agrandi au cours du siècle et au XVIIIe, par Jean-Baptiste Martin Lefebvre en 1760. L'église de Saint-Michel achète l'orgue en 1792 et le transporte à Bolbec. Il subit des modifications au XIXe siècle. Après son classement monument historique, l'instrument est restauré par l'atelier Boisseau-Cattiaux en 1998-1999.
Composé de quatre claviers, son pédalier est de type français, à touches courtes. Le tempérament utilisé est celui de Joseph Sauveur (1701).